# Кулаков, Николай Михайлович
Николай Михайлович Кулаков (2 (15) февраля 1908 — 25 марта 1976) — начальник политического отдела Ленинградской военно-морской базы дважды Краснознамённого Балтийского флота и военно-морских учебных заведений Ленинграда, вице-адмирал.

## Биография

Могила Кулакова на Богословском кладбище Санкт-Петербурга.

Родился 2 (15) февраля 1908 года в деревне Ивановское ныне Кимовского района Тульской области. Сын рабочего-железнодорожника. Русский. Окончил школу ФЗУ при Киевском паровозоремонтном заводе. Работал слесарем, секретарём партбюро на заводах Киева и Ленинграда. Член ВКП(б) с 1927 года.
В Военно-Морском Флоте с августа 1932 года. был направлен по партийному набору на усиление флота и направлен на учёбу в академию. В 1937 году окончил Военно-политическую академию имени Н. Г. Толмачёва. С июля 1937 года — военком подводных лодок «Щ-318» и с ноября 1936 — «С-1» Балтийского флота, с августа 1938 года — военком линкора «Марат» на Балтике. С июня 1939 года — член Военного Совета Северного флота, участник советско-финской войны (1939—1940). С апреля 1940 года — член Военного Совета Черноморского флота. Дивизионный комиссар (8.08.1940).
Участник Великой Отечественной войны с июня 1941 года. Участник героической обороны Одессы и Севастополя, битвы за Кавказ. Руководил деятельностью политических органов и партийных организаций Черноморского флота в боевой обстановке. Переаттестован из дивизионных комиссаров в контр-адмиралы (13.12.1942).
В январе 1944 года был отстранён от должности за неудовлетворительную работу Военного Совета флота, следствием чего стали гибель отряда боевых кораблей флота в ноябре 1943 года и тяжёлые потери в ходе Керченско-Эльтигенской десантной операции в Крыму. Три месяца находился в распоряжении Политуправления РККФ СССР. Был разжалован в капитаны 1-го ранга (2.03.1944). С марта 1944 года — начальник Высших военно-политических курсов ВМФ.
Благодаря помощи Главнокомандующего ВМФ Н. Г. Кузнецова был восстановлен в воинском звании «контр-адмирал» (21.07.1944), и в июне 1944 года назначен начальником Управления пропаганды и агитации Главного политического управления РККФ СССР, а в декабре 1944 года стал начальником Главного политического управления РККФ СССР — вторым человеком в советском ВМФ. За эту помощь и поддержку Н. М. Кулаков вскоре ответил Н. Г. Кузнецову чёрной неблагодарностью.
С марта 1945 года — член Военного Совета Северного флота. С июня 1946 года Н. М. Кулаков — член Военного совета — заместитель Главнокомандующего ВМФ СССР по политической части. Вице-адмирал (24.05.1945).
В этой должности Н. М. Кулаков участвовал 12 января 1948 года в «суде чести» по так называемому «делу по обвинению адмирала флота Кузнецова Н. Г., адмирала Галлера Л. М., адмирала Алафузова В. А. и вице-адмирала Степанова Г. А. в совершении антигосударственных и антипартийных поступков…», представляя в одном лице и судью, и общественного обвинителя. Как позже вспоминал об этом процессе Н. Г. Кузнецов: «…До сих пор звучит в ушах голос обвинителя Н. М. Кулакова, который уже называя нас всякими непристойными словами, требовал как можно более строго нас наказать…»
Этот факт подтверждает и адмирал Касатонов В. А.: «Н. М. Кулаков, которого в своё время Николай Герасимович [Кузнецов] уберёг от ответственности за просчёты и ошибки в самые тяжёлые времена, будет не только верным „цепным псом“ обвинения, но и постарается как можно больше унизить личное достоинство обвиняемых».
В декабре 1949 года сам Н. М. Кулаков второй раз был снят с высокой должности и второй раз понижен в воинском звании до контр-адмирала «за неудовлетворительное руководство партийно-политической работой в 8-м ВМФ». С января 1950 года его направили на учёбу в Высшую военную академию имени К. Е. Ворошилова, но уже в апреле этого года отозвали из академии и вторично назначили членом Военного совета Черноморского флота (впервые он занял этот пост 10 лет назад). Вскоре вторично стал вице-адмиралом. Он и не мог тогда предположить, что являясь судьёй и обвинителем по «адмиральскому делу» 1948 года, может оказаться через несколько лет в положении подсудимого. Но в отличие от Н. Г. Кузнецова, в 1955 году, после гибели линкора «Новороссийск», его было за что судить, так как в заключении правительственной комиссии утверждалось: «Прямую ответственность за катастрофу с линейным кораблём „Новороссийск“, и особенно за гибель людей, несёт также и член Военного Совета Черноморского флота вице-адмирал Кулаков …»
Но Н. М. Кулаков оказался непотопляемым. За гибель линкора «Новороссийск» тоже безвинно ответил Н. Г. Кузнецов. Кулаков Н. М. «отделался лёгким испугом» и под суд не попал, только уже в третий раз за свою службу был понижен в воинском звании (уникальный случай!) — он стал контр-адмиралом 8 декабря 1955 года.
После полугодового пребывания в распоряжении Главнокомандующего ВМФ СССР в мае 1956 года он назначен начальником политического отдела и заместитель по политической части командующего Кронштадтской военно-морской крепостью. С апреля 1960 года — командующий Ленинградским военно-морским районом. С июля 1961 года — начальник политического отдела Ленинградской военно-морской базы и военно-морских учебных заведений Ленинграда. И вновь вырос в воинском звании, став вице-адмиралом (23.01.1960).
Указом Президиума Верховного Совета СССР от 7 мая 1965 года «за образцовое выполнение боевых заданий командования, умелое руководство партийно-политической работой в боевых условиях, мужество и героизм, проявленные в борьбе с фашистскими захватчиками, и в ознаменование 20-летия Победы советского народа в Великой Отечественной войне 1941—1945 гг.» вице-адмиралу Кулакову Николаю Михайловичу присвоено звание Героя Советского Союза с вручением ордена Ленина и медали «Золотая Звезда» (№ 10700). Каким образом Н. М. Кулакову удалось за свои достаточно скромные военные заслуги получить высшую награду Родины — неизвестно. В годы Великой Отечественной войны он к званию Героя не представлялся.
С декабря 1971 года вице-адмирал Кулаков Н. М. находился в отставке.
Жил в Ленинграде. Скончался 25 марта 1976 года. Похоронен на Богословском кладбище (Петрокрепостная дорожка, 60 м от входа на кладбище с угла Лабораторного пр. и пр. Мечникова).

## Награды
- Герой Советского Союза (7.05.1965)
- два ордена Ленина (1942, 1965)
- два ордена Красного Знамени (1944, 1953)
- орден Нахимова 1-й степени (1945)
- орден Красной Звезды (1947)
- медали СССР
- именное оружие (1958)

Мемориальная доска в память о Герое установлена на здании Киевского высшего профессионального училища железнодорожного транспорта имени В. С. Кудряшова (улица Фурманова дом № 1/5 города-героя Киева). Именем Н. М. Кулакова названа улица в Севастополе, Вице-адмирал Кулаков (большой противолодочный корабль)

## В искусстве
В художественном фильме «Море в огне», снятом в 1970 году на киностудии «Мосфильм» режиссёром Л. Н. Сааковым, роль дивизионного комиссара Кулакова исполняет актёр Ростислав Янковский.

## Сочинения
- Жизнь — флоту // Страж Балтики. 29.1.1963;
- 250 дней в огне. М., 1965;
- Доверено флоту. М., 1985.